# Caruya brevicauda
Caruya brevicauda är en insektsart som beskrevs av Rauno E. Linnavuori och Delong 1978. Caruya brevicauda ingår i släktet Caruya och familjen dvärgstritar. Inga underarter finns listade i Catalogue of Life.